# Margaret Garner
Para la ópera basada en su vida, véase Margaret Garner (opera).
Para la actriz también llamada Peggy Garner, véase Peggy Ann Garner.
Margaret Garner (conocida como "Peggy"; 1834-1858) fue una mujer afroamericana nacida en la esclavitud antes de la guerra de Secesión de Estados Unidos, famosa por haber matado a su propia hija antes de permitir que la niña volviera a la esclavitud. 
Ella y su familia habían escapado en enero de 1856 por medio del río Ohio a Cincinnati, pero fueron detenidos por alguaciles estadounidenses, en virtud de la Ley de Esclavos Fugitivos de 1850. El abogado defensor de Margaret Garner se mudó a Ohio para que la juzgaran por asesinato en ese estado, así obteniendo un juicio en un estado libre de esclavitud, así como para desafiar la Ley de Esclavos Fugitivos.
Su historia sirvió de inspiración para la novela Beloved (1987) de la Premio Nobel Toni Morrison; que luego fue adaptada a una película con el mismo nombre (1998), protagonizada por Oprah Winfrey. También inspiró su libreto para la ópera Margaret Garner (2005), compuesta por Richard Danielpour.

## Juventud

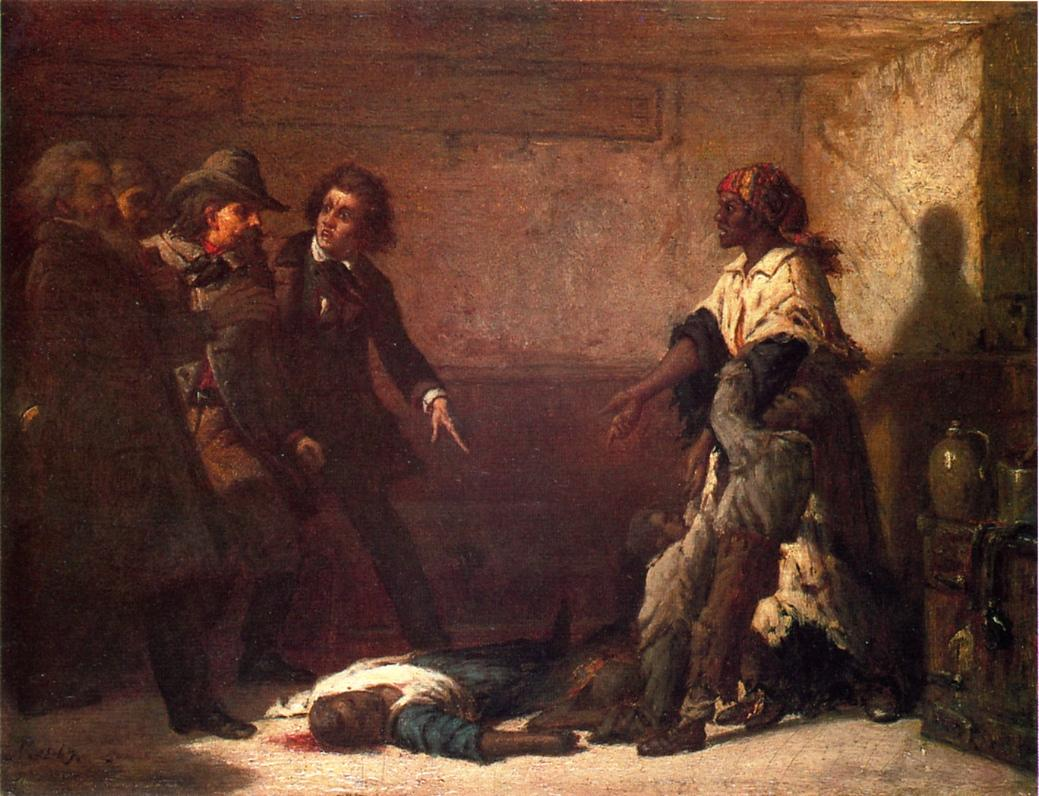
Pintura de Thomas Satterwhite Noble (1867), The Modern Medea (La Medea Moderna), basada en la historia de Margaret Garner.

Garner, descrita como una mulata, nació en la esclavitud en la plantación de Maplewood, en el condado de Boone, Kentucky, ejercía como esclava doméstica de la familia Gaines en una granja llamada Maplewood. Es posible que fuera la hija del propietario de la plantación, John Pollard Gaines.
Margaret contrajo matrimonio con uno de sus compañeros esclavos, Robert Garner, en 1849. El primer hijo de los Garner, Thomas, nació a principios de 1850. En diciembre de 1849, la plantación se vendió junto con todos sus esclavos al hermano menor de John P. Gaines, Archibald K. Gaines y a su esposa.
Tres de los hijos posteriores de Margaret (Samuel, Mary y Priscilla) fueron descritos como mulatos; cada uno nació cinco o siete meses después de cada uno de los hijos de Archibald K. Gaines y su esposa. Estos niños de piel clara eran probablemente los hijos de A.K. Gaines, el único hombre adulto blanco en Maplewood. La distribución del nacimiento de los niños sugiere que cada uno de ellos fue concebido después de que su esposa quedara embarazada y no estuviera disponible para él.[cita requerida]
En una versión contemporánea, el abolicionista Levi Coffin describió a Margaret Garner en su arresto como "una mulata, de unos cinco pies (1,50 m) de altura [...] parece tener entre veintiuno y veintitrés años aproximadamente". También tenía una cicatriz antigua en el lado izquierdo de la frente y la mejilla, que según ella había sido causada cuando un "hombre blanco me golpeó". Sus dos hijos tenían alrededor de cuatro y seis años; Mary, dos y medio y Priscilla, un infante.

## Huida
El 28 de enero de 1856, Margaret, que se encontraba embarazada y su marido, Robert, junto con sus familiares, escaparon y huyeron a Cincinnati, Ohio, junto con algunas otras familias de esclavos. Robert había robado los caballos y el carro de su amo junto con su arma de fuego. Se reporta que había diecisiete personas en el grupo. En el invierno más frío en 60 años, el río Ohio se había congelado y el grupo cruzó el hielo al oeste de Covington, Kentucky al amanecer, escapó a Cincinnati, y luego se dividieron para evitar llamar la atención.
Robert y Margaret acompañados de sus cuatro hijos, junto con el padre de Robert Simon y su esposa Mary, se dirigieron a un antiguo esclavo, Joe Kite, tío de Margaret, que vivía en Mill Creek, al sur de Cincinnati. Los otros nueve esclavos del grupo llegaron a casas seguras en Cincinnati y finalmente escaparon a través del Ferrocarril Subterráneo a Canadá. 
Kite fue con el abolicionista Levi Coffin para recibir consejo sobre cómo hacer que el grupo se mantuviera a salvo. Coffin aceptó ayudarlos a escapar de la ciudad, y le dijo a Kite que tomara al grupo Garner al oeste de la ciudad, donde vivían muchos esclavos liberados, y que esperaran hasta el anochecer.
Unos cazadores de esclavos y alguaciles encontraron a los Garner atrincherados dentro de la casa de Kite antes de que este regresara. Rodearon la propiedad y luego irrumpieron en la casa. Robert Garner disparó varios tiros e hirió al menos a un alguacil de alto rango. Margaret mató a su hija de dos años con un cuchillo de carnicero antes de ver como la niña regresaba a la esclavitud. Hirió a sus otros hijos, intentando matarlos y también a sí misma, pero fue detenida por el grupo de oficiales antes de lograrlo.

## Juicio y vida posterior
Todo el grupo fue encarcelado y el juicio duró dos semanas, con otras dos más posteriores de deliberaciones. Una audiencia típica de esclavos fugitivos habría durado apenas un día, pero este caso resultó más complicado porque había que decidir si juzgarlos como esclavos fugitivos o como personas que habían cometido un asesinato. Miles de personas asistieron a las audiencias. La abolicionista Lucy Stone habló el último día, defendiendo a Margaret, con la que había conversado, e insinuando el problema de fondo de los abusos sexuales; recordando los rostros de los hijos de Margaret y A. K. Gaines, dijo a la sala abarrotada: "las caras descoloridas de los niños negros dicen demasiado claramente a qué degradación se someten las esclavas. En lugar de darle a su hija esa vida, ella sintió en su profundo amor materno el impulso de enviar a su hija de vuelta a Dios, para evitar que viviera el infortunio ¿Quién dirá que no tenía derecho a hacerlo?".
La acción de Margaret dio a conocer a nivel nacional los abusos cometidos por los amos sobre sus esclavas. En las regiones esclavistas se sabía que las mujeres solían cometer infanticidio para evitar la esclavitud al recién nacido. En el caso Garner, sus hijos mulatos provocaron el rechazo general. Los mulatos eran vistos como una amenaza entre las familias de plantadores, al poner de manifiesto el adulterio sacando a la luz la infidelidad cometida, siendo a menudo golpeados y vendidos. Finalmente, Margaret, su marido y su hija más pequeña de unos nueve meses fueron devueltos a su amo en Kentucky.
El 11 de marzo de 1856, The Liberator informó que el vapor Henry Lewis en que eran trasladados los Garner, colisionó con otro navío y se hundió. Margaret y su hija cayeron por la borda y la bebé se ahogó. Ella manifestó que estaba contenta de que hubiera muerto. Acabaron como sirvientes en una casa en Nueva Orleans y se les perdió la pista. En 1870 un periodista del The Cincinnati Chronicle encontró y entrevistó a Robert Garner. Le explicó que habían estado como sirvientes domésticos en Nueva Orleans hasta que en 1857 fueron vendidos al juez Dewitt Clinton Bonham y trasladados a su plantación en Tennessee Landing, Mississippi. Robert dijo que Margaret había muerto allí en 1858 de fiebre tifoidea durante una epidemia, y que antes de morir le instó a "no volver a casarse en la esclavitud, sino a vivir con la esperanza de la libertad".